# René Dorme
René Pierre Marie Dorme (ur. 30 stycznia 1894, zm. 25 maja 1917) – francuski as myśliwski z czasów I wojny światowej. Osiągnął 23 zwycięstwa powietrzne.

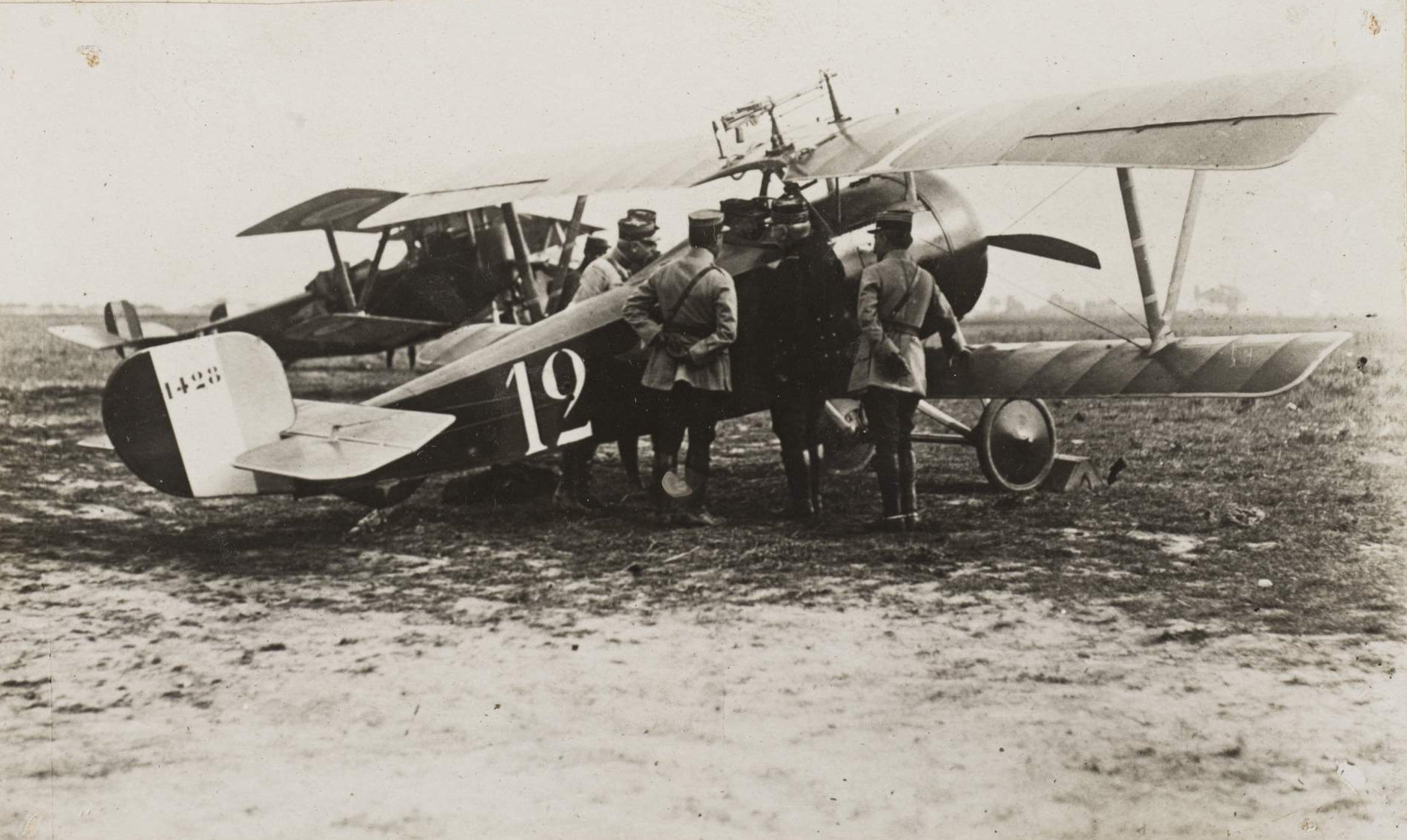
Bitwa nad Sommą. Gen. Joseph Joffre gratuluje zwycięstwa René Dorme

## Życiorys
René Dorme do armii francuskiej wstąpił w 1913 roku. Został przydzielony do 7mej grupy artylerii polowej w Tunezji w Bizercie. Po kilku miesiącach starań w styczniu 1915 roku został przeniesiony do lotnictwa. Od lipca 1916 roku służył w eskadrze N 3, w której pierwsze zwycięstwo powietrzne odniósł 9 lipca. Do swojej śmierci w walce odniósł łącznie 23 potwierdzone zwycięstwa powietrzne (co umieściło go na 9 pozycji wśród francuskich asów myśliwskich I wojny światowej). Ostatnich pięć zwycięstw odniósł na samolocie SPAD VII. Zginął zestrzelony przez niemieckiego asa myśliwskiego Heinricha Krolla.